# Tyliczki (przystanek kolejowy)
Tyliczki – zlikwidowany przystanek osobowy na linii kolejowej Nowe Miasto Lubawskie – Zajączkowo Lubawskie, w powiecie nowomiejskim, w województwie warmińsko-mazurskim, w Polsce.